# Култура Селетијен
Селетијен култура је прелазна археолошка култура између средњег палеолита и горњег палеолита, пронађена у Аустрији, Моравској, северној Мађарској и јужној Пољској. Датује се на период од пре 44.000 до 40.000 година. Већина стручњака мисли да је то неандерталска култура, али је то још увек предмет дискусије. Име је добила по пећини Селета у планини Бук у Мађарској.
Претходили јој је Бохуницијан култура (48.000–40.000 БП), а поклапа се временски орињачка култура (43.000–26.000. п. н. е.) у Француској и Улузијан (45.000–37.000. п. н. е.) у Италији. Наследила га је Граветијан култура (33.000–21.000. п. н. е.).
Прво ископавање Селетске пећине је од 1906. до 1913. године извршио Отокар Кадић. Идеју о посебној селетској култури заступао је чехословачки археолог Франтишек Прошек (1922–1958).

## Опсег селетијан културе
Сматра се најоригиналнијом, а уједно и најстаророднијом горњопалеолитском културом у средњој Европи. Налази се често тумаче у терминима савремености неандерталца и модерног човека, „као производ акултурације на граници средњег и горњег палеолита.“